# 张志红
张志红（1966年9月—），女，汉族，四川广安人，中华人民共和国政治人物。现任厦门市人民政府副市长，致公党福建省委副主委。第十四届全国政协委员。